# US Open 2021
Die US Open waren das letzte von vier Grand-Slam-Turnieren der Saison, den am höchsten dotierten und prestigeträchtigsten Tennisturnieren. Sie fanden vom 30. August bis 12. September 2021 im USTA Billie Jean King National Tennis Center im Flushing-Meadows-Park im Stadtteil Queens von New York City (USA) statt. Die Qualifikationsrunden für die Hauptfelder im Einzel wurden vom 24. bis 27. August ausgetragen, allerdings wegen der anhaltenden COVID-19-Pandemie ohne Zuschauer, die im Hauptfeld jedoch zugelassen waren.
Titelverteidiger im Einzel waren Dominic Thiem bei den Herren sowie Naomi Ōsaka bei den Damen. Im Herrendoppel waren Mate Pavić und Bruno Soares und im Damendoppel Laura Siegemund und Wera Swonarjowa die Vorjahressieger. Titelverteidiger im Mixed gab es keine, da pandemiebedingt eine Mixedkonkurrenz 2020 nicht ausgetragen wurde.
Bei Dominic Thiem verhinderte eine nicht ausgeheilte Verletzung am rechten Handgelenk die Titelverteidigung. Roger Federer musste sich einer Knieoperation unterziehen. Wegen Fußproblemen sagten sowohl Rafael Nadal als auch Stan Wawrinka ab. Auch Serena sowie Venus Williams konnten verletzungsbedingt nicht teilnehmen und Sofia Kenin war SARS-CoV-2 positiv getestet worden.
Durch die Absagen rückten bereits Andy Murray und Tallon Griekspoor ins Hauptfeld.
Nachdem Novak Đoković schon 2015/2016 vier Grand-Slam-Turniere in Folge gewonnen hatte, hätte er dies mit einem Sieg in der Saison 2021 erreichen und mit 21 großen Einzeltiteln auch der Tennisspieler in der Geschichte mit den meisten Grand-Slam-Siegen werden können.

## Preisgelder
Die Preisgelder wurden für jeden Wettbewerb erhöht: für das Einzel, das Doppel, das gemischte Doppel und den Rollstuhlwettbewerb. Insgesamt wird die Rekordsumme von 57.462.000 US$ ausgeschüttet, wovon 40.560.000 US$ auf das Hauptfeld entfallen. In der Qualifikation wurden fast 6 Millionen US$ vergeben, was einer Steigerung von 66 % gegenüber 2019 entspricht und auch das Preisgeld für die erste Runde im Hauptfeld lag nun bei 75.000 US$, eine Steigerung um 23 % zu 2020. Ab den Halbfinals wurden die Preisgelder gesenkt. Sieger und Siegerin bekamen nun jeweils 2,5 Millionen US$ statt 3 Millionen US$ wie 2019. Für die Rollstuhlfahrer wurden insgesamt 600.000 US$ ausgeschüttet.
| Erreichte Runde | Einzel      | Doppel*   | Mixed*    |
| --------------- | ----------- | --------- | --------- |
| Sieg            | 2.500.000 $ | 660.000 $ | 160.000 $ |
| Finale          | 1.250.000 $ | 330.000 $ | 78.000 $  |
| Halbfinale      | 675.000 $   | 164.000 $ | 40.000 $  |
| Viertelfinale   | 425.000 $   | 93.000 $  | 22.000 $  |
| Achtelfinale    | 265.000 $   | 54.000 $  | 13.400 $  |
| Dritte Runde    | 180.000 $   | 34.000 $  | 7.800 $   |
| Zweite Runde    | 115.000 $   | 20.000 $  |           |
| Erste Runde     | 75.000 $    |           |           |
| Q3              | 42.000 $    |           |           |
| Q2              | 32.000 $    |           |           |
| Q1              | 20.000 $    |           |           |

* pro Team; Q = Qualifikationsrunde

## Herreneinzel
Setzliste
| Nr. | Spieler               | Erreichte Runde |
| --- | --------------------- | --------------- |
| 01. | Novak Đoković         | Finale          |
| 02. | Daniil Medwedew       | Sieg            |
| 03. | Stefanos Tsitsipas    | 3. Runde        |
| 04. | Alexander Zverev      | Halbfinale      |
| 05. | Andrei Rubljow        | 3. Runde        |
| 06. | Matteo Berrettini     | Viertelfinale   |
| 07. | Denis Shapovalov      | 3. Runde        |
| 08. | Casper Ruud           | 2. Runde        |
| 09. | Pablo Carreño Busta   | 1. Runde        |
| 10. | Hubert Hurkacz        | 2. Runde        |
| 11. | Diego Schwartzman     | Achtelfinale    |
| 12. | Félix Auger-Aliassime | Halbfinale      |
| 13. | Jannik Sinner         | Achtelfinale    |
| 14. | Alex de Minaur        | 1. Runde        |
| 15. | Grigor Dimitrow       | 2. Runde        |
| 16. | Cristian Garín        | 2. Runde        |

| Nr. | Spieler                     | Erreichte Runde |
| --- | --------------------------- | --------------- |
| 17. | Gaël Monfils                | 3. Runde        |
| 18. | Roberto Bautista Agut       | 3. Runde        |
| 19. | John Isner                  | 1. Runde        |
| 20. | Lorenzo Sonego              | 1. Runde        |
| 21. | Aslan Karazew               | 3. Runde        |
| 22. | Reilly Opelka               | Achtelfinale    |
| 23. | Ugo Humbert                 | 1. Runde        |
| 24. | Daniel Evans                | Achtelfinale    |
| 25. | Karen Chatschanow           | 1. Runde        |
| 26. | Cameron Norrie              | 1. Runde        |
| 27. | David Goffin                | 1. Runde        |
| 28. | Fabio Fognini               | 1. Runde        |
| 29. | Alejandro Davidovich Fokina | 1. Runde        |
| 30. | Marin Čilić                 | 1. Runde        |
| 31. | Alexander Bublik            | 2. Runde        |
| 32. | Filip Krajinović            | 1. Runde        |

## Dameneinzel
Setzliste
| Nr. | Spielerin                    | Erreichte Runde |
| --- | ---------------------------- | --------------- |
| 01. | Ashleigh Barty               | 3. Runde        |
| 02. | Aryna Sabalenka              | Halbfinale      |
| 03. | Naomi Ōsaka                  | 3. Runde        |
| 04. | Karolína Plíšková            | Viertelfinale   |
| 05. | Elina Switolina              | Viertelfinale   |
| 06. | Bianca Andreescu             | Achtelfinale    |
| 07. | Iga Świątek                  | Achtelfinale    |
| 08. | Barbora Krejčíková           | Viertelfinale   |
| 09. | Garbiñe Muguruza             | Achtelfinale    |
| 10. | Petra Kvitová                | 3. Runde        |
| 11. | Belinda Bencic               | Viertelfinale   |
| 12. | Simona Halep                 | Achtelfinale    |
| 13. | Jennifer Brady               | Rückzug         |
| 14. | Anastassija Pawljutschenkowa | Achtelfinale    |
| 15. | Elise Mertens                | Achtelfinale    |
| 16. | Angelique Kerber             | Achtelfinale    |

| Nr. | Spielerin              | Erreichte Runde |
| --- | ---------------------- | --------------- |
| 17. | Maria Sakkari          | Halbfinale      |
| 18. | Wiktoryja Asaranka     | 3. Runde        |
| 19. | Jelena Rybakina        | 3. Runde        |
| 20. | Ons Jabeur             | 3. Runde        |
| 21. | Cori Gauff             | 2. Runde        |
| 22. | Karolína Muchová       | 1. Runde        |
| 23. | Jessica Pegula         | 3. Runde        |
| 24. | Paula Badosa           | 2. Runde        |
| 25. | Darja Kassatkina       | 3. Runde        |
| 26. | Danielle Collins       | 3. Runde        |
| 27. | Jeļena Ostapenko       | Rückzug         |
| 28. | Anett Kontaveit        | 3. Runde        |
| 29. | Weronika Kudermetowa   | 1. Runde        |
| 30. | Petra Martić           | 2. Runde        |
| 31. | Julija Putinzewa       | 1. Runde        |
| 32. | Jekaterina Alexandrowa | 2. Runde        |

## Herrendoppel
Setzliste
| Nr. | Paarung                             | Erreichte Runde |
| --- | ----------------------------------- | --------------- |
| 01. | Nikola Mektić Mate Pavić            | 1. Runde        |
| 02. | Marcel Granollers Horacio Zeballos  | Viertelfinale   |
| 03. | Pierre-Hugues Herbert Nicolas Mahut | Viertelfinale   |
| 04. | Rajeev Ram Joe Salisbury            | Sieg            |
| 05. | Juan Sebastián Cabal Robert Farah   | 1. Runde        |
| 06. | Kevin Krawietz Horia Tecău          | Viertelfinale   |
| 07. | Jamie Murray Bruno Soares           | Finale          |
| 08. | John Peers Filip Polášek            | Halbfinale      |

| Nr. | Paarung                          | Erreichte Runde |
| --- | -------------------------------- | --------------- |
| 09. | Łukasz Kubot Marcelo Melo        | 1. Runde        |
| 10. | Wesley Koolhof Jean-Julien Rojer | Achtelfinale    |
| 11. | Raven Klaasen Ben McLachlan      | 2. Runde        |
| 12. | Tim Pütz Michael Venus           | 1. Runde        |
| 13. | Rohan Bopanna Ivan Dodig         | Achtelfinale    |
| 14. | Simone Bolelli Máximo González   | 2. Runde        |
| 15. | Andrei Golubew Andreas Mies      | Achtelfinale    |
| 16. | Sander Gillé Joran Vliegen       | 2. Runde        |

## Damendoppel
Setzliste
| Nr. | Paarung                                    | Erreichte Runde |
| --- | ------------------------------------------ | --------------- |
| 01. | Hsieh Su-wei Elise Mertens                 | Viertelfinale   |
| 02. | Barbora Krejčíková Kateřina Siniaková      | 1. Runde        |
| 03. | Shūko Aoyama Ena Shibahara                 | Achtelfinale    |
| 04. | Nicole Melichar-Martinez Demi Schuurs      | 1. Runde        |
| 05. | Gabriela Dabrowski Luisa Stefani           | Halbfinale      |
| 06. | Weronika Kudermetowa Bethanie Mattek-Sands | Achtelfinale    |
| 07. | Alexa Guarachi Desirae Krawczyk            | Halbfinale      |
| 08. | Darija Jurak Andreja Klepač                | Achtelfinale    |
| 09. | Jeļena Ostapenko Wera Swonarjowa           | Rückzug         |

| Nr. | Paarung                           | Erreichte Runde |
| --- | --------------------------------- | --------------- |
| 10. | Caroline Dolehide Storm Sanders   | Viertelfinale   |
| 11. | Cori Gauff Catherine McNally      | Finale          |
| 12. | Nadija Kitschenok Raluca Olaru    | Achtelfinale    |
| 13. | Asia Muhammad Jessica Pegula      | 1. Runde        |
| 14. | Samantha Stosur Zhang Shuai       | Sieg            |
| 15. | Marie Bouzková Lucie Hradecká     | Viertelfinale   |
| 16. | Ellen Perez Květa Peschke         | 2. Runde        |
| 17. | Aleksandra Krunić Nina Stojanović | 2. Runde        |

## Mixed
Setzliste
| Nr. | Paarung                             | Erreichte Runde |
| --- | ----------------------------------- | --------------- |
| 01. | Nicole Melichar-Martinez Ivan Dodig | Achtelfinale    |
| 02. | Desirae Krawczyk Joe Salisbury      | Sieg            |
| 03. | Alexa Guarachi Neal Skupski         | Viertelfinale   |
| 04. | Luisa Stefani Marcelo Melo          | 1. Runde        |

| Nr. | Paarung                            | Erreichte Runde |
| --- | ---------------------------------- | --------------- |
| 05. | Bethanie Mattek-Sands Jamie Murray | 1. Runde        |
| 06. | Ena Shibahara Ben McLachlan        | Achtelfinale    |
| 07. | Chan Hao-ching Michael Venus       | 1. Runde        |
| 08. | Demi Schuurs Sander Gillé          | Viertelfinale   |

## Junioreneinzel
Setzliste
| Nr. | Spieler                 | Erreichte Runde |
| --- | ----------------------- | --------------- |
| 01. | Shang Juncheng          | Finale          |
| 02. | Samir Banerjee          | Viertelfinale   |
| 03. | Daniel Rincón           | Sieg            |
| 04. | Bruno Kuzuhara          | 2. Runde        |
| 05. | Jack Pinnington Jones   | 2. Runde        |
| 06. | Victor Lilov            | Viertelfinale   |
| 07. | Wjatscheslaw Bjelinskyj | Achtelfinale    |
| 08. | Jérôme Kym              | Halbfinale      |

| Nr. | Spieler                     | Erreichte Runde |
| --- | --------------------------- | --------------- |
| 09. | Mark Lajal                  | Achtelfinale    |
| 10. | Sean Cuenin                 | 2. Runde        |
| 11. | Sascha Gueymard Wayenburg   | Halbfinale      |
| 12. | Gonzalo Bueno               | 2. Runde        |
| 13. | Dali Blanch                 | 2. Runde        |
| 14. | Alejandro Manzanera Pertusa | 2. Runde        |
| 15. | Maks Kaśnikowski            | Achtelfinale    |
| 16. | Alexander Bernard           | Achtelfinale    |

## Juniorinneneinzel
Setzliste
| Nr. | Spielerin                   | Erreichte Runde |
| --- | --------------------------- | --------------- |
| 01. | Victoria Jiménez Kasintseva | Viertelfinale   |
| 02. | Alexandra Eala              | Viertelfinale   |
| 03. | Diana Schneider             | 2. Runde        |
| 04. | Ane Mintegi del Olmo        | 2. Runde        |
| 05. | Linda Fruhvirtová           | Achtelfinale    |
| 06. | Kryszina Dsmitruk           | Finale          |
| 07. | Robin Montgomery            | Sieg            |
| 08. | Océane Babel                | 2. Runde        |

| Nr. | Spielerin         | Erreichte Runde |
| --- | ----------------- | --------------- |
| 09. | Natália Szabanin  | Achtelfinale    |
| 10. | Madison Sieg      | 2. Runde        |
| 11. | Mara Guth         | 2. Runde        |
| 12. | Elvina Kalieva    | Viertelfinale   |
| 13. | Matilda Mutavdzic | Achtelfinale    |
| 14. | Dana Guzmán       | 2. Runde        |
| 15. | Michaela Laki     | Achtelfinale    |
| 16. | Ashlyn Krueger    | 2. Runde        |

## Juniorendoppel
Setzliste
| Nr. | Paarung                               | Erreichte Runde |
| --- | ------------------------------------- | --------------- |
| 01. | Jérôme Kym Jack Pinnington Jones      | Rückzug         |
| 02. | Samir Banerjee Ozan Colak             | Achtelfinale    |
| 03. | Sean Cuenin Sascha Gueymard Wayenburg | Viertelfinale   |
| 04. | Alexander Bernard Dali Blanch         | Achtelfinale    |

| Nr. | Paarung                                | Erreichte Runde |
| --- | -------------------------------------- | --------------- |
| 05. | Gonzalo Bueno Adolfo Daniel Vallejo    | Achtelfinale    |
| 06. | Victor Lilov Peter Benjamin Privara    | Viertelfinale   |
| 07. | Daniel Rincón Abedallah Shelbayh       | Achtelfinale    |
| 08. | Wjatscheslaw Bjelinskyj Petar Nesterow | Finale          |

## Juniorinnendoppel
Setzliste
| Nr. | Paarung                                          | Erreichte Runde |
| --- | ------------------------------------------------ | --------------- |
| 01. | Victoria Jiménez Kasintseva Ane Mintegi del Olmo | Halbfinale      |
| 02. | Kryszina Dsmitruk Diana Schneider                | Viertelfinale   |
| 03. | Ashlyn Krueger Robin Montgomery                  | Sieg            |
| 04. | Petra Marčinko Natália Szabanin                  | Achtelfinale    |

| Nr. | Paarung                              | Erreichte Runde |
| --- | ------------------------------------ | --------------- |
| 05. | Brenda Fruhvirtová Linda Fruhvirtová | Viertelfinale   |
| 06. | Alexandra Eala Hanne Vandewinkel     | Halbfinale      |
| 07. | Mara Guth Julia Middendorf           | Viertelfinale   |
| 08. | Reese Brantmeier Elvina Kalieva      | Finale          |

## Herreneinzel-Rollstuhl
Setzliste
| Nr. | Spieler        | Erreichte Runde |
| --- | -------------- | --------------- |
| 01. | Shingo Kunieda | Sieg            |
| 02. | Alfie Hewett   | Finale          |

## Dameneinzel-Rollstuhl
Setzliste
| Nr. | Spielerin      | Erreichte Runde |
| --- | -------------- | --------------- |
| 01. | Diede de Groot | Sieg            |
| 02. | Yui Kamiji     | Finale          |

## Herrendoppel-Rollstuhl
Setzliste
| Nr. | Paarung                        | Erreichte Runde |
| --- | ------------------------------ | --------------- |
| 01. | Alfie Hewett Gordon Reid       | Sieg            |
| 02. | Stéphane Houdet Nicolas Peifer | 1. Runde        |

## Damendoppel-Rollstuhl
Setzliste
| Nr. | Paarung                       | Erreichte Runde |
| --- | ----------------------------- | --------------- |
| 01. | Diede de Groot Aniek van Koot | Sieg            |
| 02. | Yui Kamiji Jordanne Whiley    | Finale          |

## Quadeinzel
Setzliste
| Nr. | Spieler      | Erreichte Runde |
| --- | ------------ | --------------- |
| 01. | Dylan Alcott | Sieg            |
| 02. | Sam Schröder | 1. Runde        |

## Quaddoppel
Setzliste
| Nr. | Paarung                       | Erreichte Runde |
| --- | ----------------------------- | --------------- |
| 01. | Dylan Alcott Heath Davidson   | Finale          |
| 02. | Andrew Lapthorne David Wagner | 1. Runde        |